# 나나 (여신)
나나(박트리아어: Νανα)는 박트리아인, 소그드인, 화레즘인뿐만 아니라 쿠샨족을 비롯한 비이란계 월지인들이 각자의 판테온의 우두머리로 숭배하는 고대 이란의 여신이었다. 그녀는 초기 메소포타미아 여신 나나야에서 유래했다. 그녀를 이슈타르와 연결하려는 시도는 후자가 나나야와 동일하다는 잘못된 관념에 근거하고 있는데, 이는 시대에 뒤떨어진 것으로 간주된다. 그녀는 별의 신으로 여겨졌으며 소그드 예술에서는 태양과 달의 표현이 묘사되었다. 쿠샨 황제들은 또한 그녀를 황권과 연관시켰다. 소그디아에서는 악마와의 전투를 그린 벽화에서 알 수 있듯이, 그녀는 다른 곳에서는 볼 수 없는 호전적인 면모도 지니고 있었을 것이다. 그녀는 소그디아의 티슈트리야에 대응하는 티쉬와 연관이 있는 것으로 보이며, 티쉬는 그녀의 배우자로 여겨졌을 수도 있다.
나나가 중앙아시아에 소개된 날짜에 대해서는 의견이 일치하지 않지만, 대부분의 연구자들은 기원전 1,000년 후반에 발생했다고 추정한다. 그녀의 숭배는 쿠샨 제국의 통치자들에 의해 받아들여졌고, 카니슈카의 라바탁 비문에는 카니슈카에게 자신의 지위를 부여한 신으로 언급되어 있다. 이후 소그디아로 퍼져나간 그녀는 신격화된 이름과 예술 작품에 많이 등장하는 것에서 알 수 있듯이 대중적인 신이 되었다. 판자켄트는 그녀의 컬트 중심지였을 가능성이 높으며, 그녀를 기리는 사원이 그곳에 있었다. 다른 소그드 유적지와 중국에 거주하는 소그드인을 언급하는 텍스트 코퍼스를 통해서도 증거를 찾을 수 있다. 화레즘과 호탄에서 나나를 숭배했다는 증거도 일부 존재한다.